# Quimby (Iowa)
Quimby è un comune degli Stati Uniti d'America, situato nello Stato dell'Iowa, nella contea di Cherokee.